# أحمد عزت الأستاذ
أحمد عزت بن سليم الأستاذ (1865 – 18 آب 1959) محام سوري سكرتير السلطان محمد رشاد الخامس (1909-1918)

## ولاتة وتعليمه
ولد في دمشق سنة 1865م تعلم في مدارس دمشق وثم نال شهادة الحقوق من اسطنبول، التحق أحمد عزّت الأستاذ بالعمل الحكومي، قاضياً في بلدة عين التينة بريف دمشق ثم كاتباً في قصر السلطان عبد الحميد الثاني في إسطنبول، الذي كلّفه بمرافقة غليوم الثاني إمبراطور ألمانيا في زيارته إلى دمشق سنة 1898. عمل مع السلطان محمد رشاد الخامس، سكرتيراً خاصاً في مكتبه طوال سنوات الحرب العالمية الأولى. وعند وفاة السلطان رشاد في تموز 1918، قرر الأستاذ العودة إلى دمشق والاستقرار فيها قبل أشهر قليلة من سقوط الحكم العثماني في سورية.

## المناصب التي عمل بها
- قاضي في بلدة عين التينة بريف دمشق
- كاتب في قصر السلطان عبد الحميد الثاني في إسطنبول
- سكرتيراً خاص في مكتب السلطان رشاد طوال سنوات الحرب العالمية الأولى. [2]
- أستاذ قاضي في محكمة الاستئناف في دمشق
- مستشاراً قانونياً لرئيس الدولة أحمد نامي سنة 1927
- أسس نادي الموسيقى السوري[3] وانتُخب مديراً له وبعد جلاء القوات الفرنسية عن سورية سنة 1946 تعاون الأستاذ مع نائب دمشق فخري البارودي – ربيب بهجت الأستاذ – وأطلق معه مشروعه الجديد،

نادي الموسيقى الشرقي في سوق ساروجا، الذي تخرج فيه المطرب الحلبي الكبير صباح فخري.

## الوفاة
في منتصف الخمسينيات اعتزل العمل الحقوقي وحوّل مكتبه الكائن في بناء العابد إلى منزل قضى فيه سنواته الأخيرة. وفيه توفي عن عمر ناهز 94 عاماً يوم 18 آب 1959.